# The Bund, Shanghai
Pour plus de détails, voir Fiche technique et Distribution.
The Bund, Shanghai est un film américain muet et en noir et blanc sorti en 1901.